# Luigi Pintor
Luigi Pintor (Roma, 18 settembre 1925 – Roma, 17 maggio 2003) è stato un giornalista, scrittore e politico italiano.

## Biografia
Nasce a Roma da una famiglia antifascista della nobiltà sarda: era figlio di Giuseppe Pintor - fratello di Fortunato, l'erudito bibliotecario del Senato, e del generale Pietro Pintor - e di Adelaide Dore.
Trascorsa l'infanzia a Cagliari e acquisita la licenza ginnasiale, allo scoppio della seconda guerra mondiale lascia la Sardegna per raggiungere, con la madre e le due sorelle, la città di Roma dove, poco tempo dopo, apprende della morte del padre.

### La Resistenza
Prende parte giovanissimo alla guerra di liberazione partigiana dopo aver ricevuto da Napoli una "lettera testamento" del fratello maggiore Giaime, datata 28 novembre 1943. Due giorni dopo, il fratello, figura di spicco tra i giovani intellettuali antifascisti, sarebbe saltato su una mina mentre tentava di raggiungere, d'accordo con il Comando inglese, gruppi partigiani nel Lazio. Luigi Pintor combatte con i GAP (Gruppi di Azione Patriottica) romani sino al 14 maggio 1944; quel giorno, tradito da Guglielmo Blasi (un gappista che aveva partecipato all'attentato di via Rasella e che poi, arrestato per furto, era finito per entrare nel reparto speciale di polizia fascista denominato "banda Koch"), viene arrestato con Carlo Salinari, Franco Calamandrei e Silvio Serra.
Con Serra, Pintor è portato alla pensione Iaccarino, base della "banda Koch" e interrogato e torturato per otto giorni; viene poi rinchiuso a Regina Coeli insieme a Serra, nell'attesa della condanna a morte. Quando la sentenza sta per essere eseguita e Pintor è riportato, con Serra ed altri quattro antifascisti, alla pensione Iaccarino, un intervento del Vaticano determina un rinvio e un nuovo trasferimento a Regina Coeli dei condannati. Per loro l'arrivo degli americani a Roma rappresenta la salvezza (anche se Serra sarebbe caduto l'anno dopo combattendo nel Ravennate).

### Attività giornalistica
Dopo la conclusione della seconda guerra mondiale, entra come giornalista ne L'Unità, dove svolge il ruolo di redattore politico e, successivamente, di condirettore dell'edizione di Roma. Si sposa con Marina Girelli, dalla quale avrà il figlio Giaime e la figlia Roberta.
Nel 1962 viene eletto al X congresso membro del Comitato centrale del Partito Comunista Italiano, dove si opporrà all'ipotesi amendoliana di unità delle sinistre. Nel 1965 lascia l'Unità per contrasti con la direzione di Mario Alicata e svolge incarichi presso la segreteria del partito comunista.
I lavori preparatori all'XI congresso del partito comunista vedono una forte contrapposizione tra l'ala di sinistra, che fa riferimento a Pietro Ingrao e la componente più moderata del partito, capeggiata da Giorgio Amendola. L'ala sinistra sostiene in particolare alcune battaglie per la democrazia interna al partito e solleva la questione del "modello di sviluppo". Il congresso si conclude con un forte attacco agli ingraiani e Pintor viene trasferito al Comitato regionale della Sardegna, dove verrà eletto nel 1968 alla Camera dei deputati.
Nell'agosto del 1968, dopo l'invasione della Cecoslovacchia, definita "tragico evento" da Luigi Longo, Natoli e Pintor votano contro nella sessione del Comitato centrale del PCI, prendendo in maniera netta le distanze dalla politica estera dell'Unione Sovietica e palesando il dissenso interno al partito. Nei lavori preparatori del XII congresso si schiera con Rossana Rossanda, Aldo Natoli, Massimo Caprara ed Eliseo Milani, sostenendo posizioni di sinistra. Viene riconfermato all'interno del Comitato centrale.

#### Il manifesto

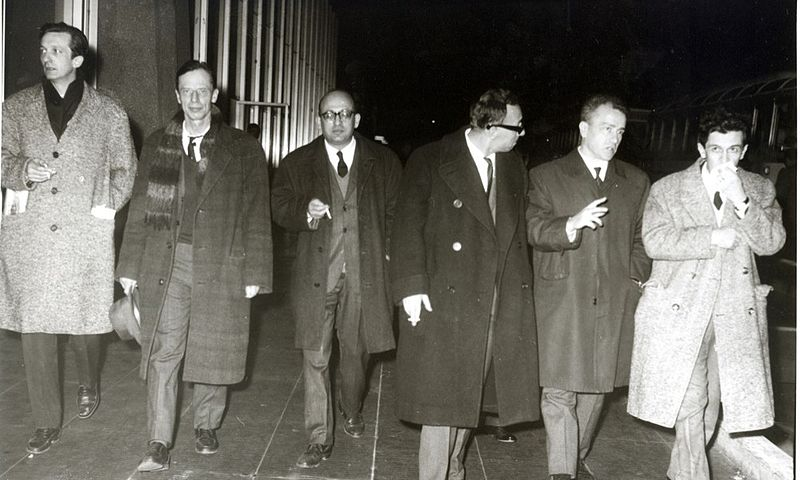
Luigi Pintor in compagnia della dirigenza del Partito Comunista Italiano: da sinistra Ugo Pecchioli, Giuliano Pajetta, Sandro Curzi, Pintor, Pietro Ingrao ed Enrico Berlinguer (1965).

Partecipa attivamente alla fondazione de Il Manifesto, mensile diretto da Lucio Magri e Rossana Rossanda e a cui partecipano Lidia Menapace, Aldo Natoli, Valentino Parlato, Luciana Castellina e Ninetta Zandegiacomi. Il primo numero esce il 23 giugno 1969 con una tiratura di 55 000 copie e Pintor vi contribuisce con un articolo intitolato Un dialogo senza avvenire, in riferimento al dialogo tra il PCI e la Democrazia Cristiana.
La rivista assume posizioni in contrasto con la linea maggioritaria del partito, che ne chiede la sospensione delle pubblicazioni. Il Comitato centrale del 25 novembre 1969 delibera la radiazione per Rossana Rossanda, Luigi Pintor e Aldo Natoli con l'accusa di "frazionismo". Successivamente viene adottato un provvedimento amministrativo per Lucio Magri e non vengono rinnovate le iscrizioni per Massimo Caprara, Valentino Parlato e Luciana Castellina.
Il 28 aprile 1971 il manifesto diventa quotidiano e Pintor ne sarà per molti anni direttore. L'impaginazione delle quattro facciate che lo costituiscono è curata da Giuseppe Trevisani, la tiratura iniziale si aggira attorno alle 100 000 copie, ma scenderà successivamente attorno alle 30.000. Lo stipendio di ogni giornalista sarebbe stato quello di un operaio di quinto livello e le decisioni prese collegialmente.
Nel 1972 è accanito sostenitore della presentazione del manifesto alle elezioni politiche alla Camera dei deputati; il manifesto, che candida come capolista in tre circoscrizioni Pietro Valpreda e ha ottenuto nel corso della campagna elettorale grandi mobilitazioni di piazza, riceverà un deludente 0,67% dei consensi (224.313 voti), non riuscendo ad eleggere nessuno dei suoi candidati.
Negli anni ottanta, dopo essere stato esponente del Partito di Unità Proletaria (PdUP) in cui il manifesto era precedentemente confluito, nel 1987 si ricandida con il Partito Comunista Italiano come indipendente e viene eletto alla Camera dei deputati.

### Attività di scrittore
Come scrittore ha pubblicato quasi tutti i suoi romanzi con la casa editrice Bollati Boringhieri, guidata dall'amico Giulio Bollati; in essi ha ripercorso la propria esperienza di vita.
Tra le opere principali si segnalano Parole al vento (1990); Servabo (1991); La signora Kirchgessner (1998); Il nespolo (2001) e I luoghi del delitto (2003).
Per i tipi di Kaos Edizioni, Bollati Boringhieri e Manifestolibri sono state edite le raccolte dei suoi articoli. La casa editrice spagnola El Aleph Editores ha raccolto i romanzi La signora Kirchgessner, Il nespolo e I luoghi del delitto, pubblicandoli nel 2012 in un solo volume.

### Ultimi anni e morte
Nel 1990 esce dal comitato editoriale de il manifesto lasciandone la direzione, ma continuando a collaborarvi, con i suoi corsivi considerati, anche dagli avversari politici, esempi di grande giornalismo; tornerà a dirigere il giornale dal 1991 al 1994.
Il suo ultimo articolo risale al 24 aprile del 2003.
Muore a Roma il 17 maggio dello stesso anno.

## Opere
Saggistica
- Una nuova opposizione, una nuova forza politica per rovesciare la crisi di sistema contro il sistema, con Rossana Rossanda e Lucio Magri, Roma, Il manifesto, 1973.
- I corsivi del Manifesto. I mostri descritti da Pintor e disegnati da Pericoli, Roma, Alfani, 1976.
- Parole al vento, Milano, Kaos, 1990.
- Prigionieri di guerra, Palermo, Istituto Gramsci siciliano, 2000.
- Politicamente scorretto. Cronache di un quinquennio, 1996-2001, Torino, Bollati Boringhieri, 2001. ISBN 88-339-1366-X.
- Punto e a capo. Scritti sul manifesto 2001-2003, Roma, Manifestolibri, 2004. ISBN 88-7285-363-X.
- Azione è uscire dalla solitudine, con VHS/DVD, Roma, Manifestolibri, 2004. ISBN 88-7285-286-2.

Narrativa
- Servabo. Memoria di fine secolo, Torino, Bollati Boringhieri, 1991. ISBN 88-339-0610-8; Nuoro, Il maestrale, 2004. ISBN 88-86109-68-7.
- La signora Kirchgessner, Torino, Bollati Boringhieri, 1998. ISBN 88-339-1124-1.
- Il nespolo, Torino, Bollati Boringhieri, 2001. ISBN 88-339-1311-2.
- I luoghi del delitto, Torino, Bollati Boringhieri, 2003. ISBN 88-339-1491-7.

## Premi letterari
- Nel 1991 ha ricevuto il Premio Dessì speciale della Giuria.[8]